# Martin Widmark
Karl Martin Widmark, født 19. marts 1961, er en svensk lærer og børnebogsforfatter.